# Succhapampa de Congoña
Succhapampa de Congoña es un caserío peruano ubicado en el distrito de Huarmaca, perteneciente a la provincia de Huancabamba del departamento de Piura, al norte del Perú. 

## Ubicación
Succhapampa de Congoña se ubica al sur de la provincia de Huancabamba, en el distrito de Huarmaca, en el departamento de Piura.

## Demografía
En 2017 Succhapampa de Congoña tenía una población de 223 habitantes.
| Gráfica de evolución demográfica de Succhapampa de Congoña entre 1993 y 2017 |
|                                                                              |
| Fuentes: Población 1993 y 2017                                               |